# Волинцівська культура

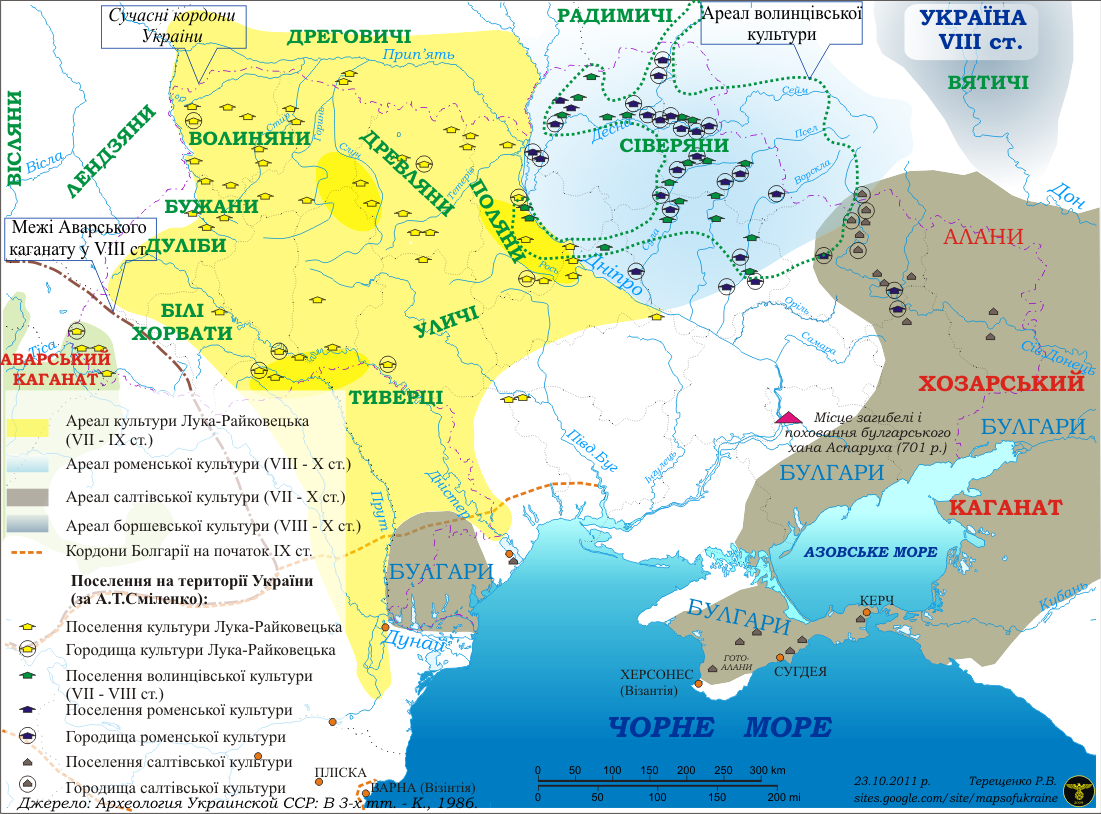
Поширення Волинцівської культури обмежене зеленими крапками

Волинцівська культура (друга половина VIII — ІХ ст.) — археологічна культура ранніх слов'ян.

## Особливості
Відкрита Дмитром Березовцем поблизу села Волинцеве на Путивльщині Сумської області і смт Сосниця Чернігівської області у 1948—1950 роках.
Ареал розповсюдження — лісостеп, південні райони полісся Дніпровського Лівобережжя та Київське Правобережжя.
Волинцевські старожитності є одним з етапів єдиної культури сіверян.
Волинцівська культура формується внаслідок просування із заходу племен празької культури або їх нащадків.
Представлена городищами, поселеннями, поховальними пам'ятками.
Кераміка гончарна та ліпна, орнаментована.
Поховання за обрядом трупоспалення в горщику.
Розкопки проведені на Битицькому городищі на Сумщині, поселеннях Роїще та Олександрівка поблизу Чернігова, а також у Обухові та Ходосівці під Києвом.